# テストドライブ アンリミテッド ソーラークラウン
『テストドライブ アンリミテッド ソーラークラウン』(Test Drive Unlimited Solar Crown 略称：TDUSC) は、Kylotonnが開発しNaconより2024年9月12日に発売されたゲームソフト。
ドライビングシミュレーター『テストドライブ』メインシリーズの11作目で、約13年ぶりのシリーズ完全新作で、『テストドライブ アンリミテッド』及び『テストドライブ アンリミテッド 2』の続編にあたる。
日本国内ではPlayStation 5版が3gooのローカライズにより発売された。。

## 概要
香港島を1/1スケールで再現しており、プレイヤーは混沌性のあるSTREETと秩序性のあるSHARPのどちらかのクランを選び、先導して勝利を導いていく事となる。
2024年12月12日の「シーズン2アップデート」により、前作の舞台であったイビサ島が追加収録された。

## 備考
本作は元々、PlayStation 4とXbox One及びNintendo Switchにも対応し、2022年9月22日に発売される予定だった。しかし、2022年5月にゲーム性の向上を理由に発売を延期、PlayStation 4とXbox Oneへの対応も中止される事が発表された。また、Nintendo Switch版についても明確な発表は無いものの、2023年の時点で対象プラットフォームに含まれなくなった。